# Some Nights
Some Nights — второй студийный альбом американской инди-поп-группы fun, который вышел 21 февраля 2012 года на лейбле Fueled by Ramen. Он был записан в 2011 году и спродюсирован Jeff Bhasker. После смены лейбла группа в 2011 году работала над альбомом в течение 9 месяцев. Альбом вошёл в десятку лучших в США, Канаде, Великобритании, Австралии и Новой Зеландии. Самая известная их песня «We Are Young», релизованная осенью 2011 года в качестве первого сингла с альбома Some Nights (с участием певицы Ж. Монэ) заняла первые места в Billboard Hot 100, UK Singles Chart, Canadian Hot 100 и нескольких других хит-парадах. Альбом был выдвинут на премию Грэмми в престижной категории Лучший альбом года и Лучший поп-альбом (всего 6 номинаций на 55-й церемонии Грэмми).

## История
Альбом дебютировал на 3-м месте в американском чарте Billboard 200 с тиражом в первую неделю 70 000 копий в США. К 12 сентября 2012 года он получил Золотой статус и был сертифицирован RIAA. В декабре 2012 года его тираж достиг 903 000. В Великобритании в 2012 году было продано 310 000 копий.

## Отзывы и рецензии
Some Nights получил смешанные отзывы музыкальных критиков. В обзоре сайта Metacritic, альбом получил 60 баллов из 100, что означает «Mixed or average reviews».
Журнал Rolling Stone дал положительную рецензию своего критика Джоди Розена (Jody Rosen), написавшего о музыке диске, что это

классический баббл-поп мелодизм с рококо-роком и рок-н-роллом
Оригинальный текст (англ.)classic bubble-pop tunefulness with rococo rock & roll.

. Журнал Sputnikmusic дал положительную рецензию своего обозревателя Адама Кнотта (Adam Knott) и 4/5 балла, написав о нём: «Энергия и личность наполняют каждую его мелодию и делают альбом совершенно оригинальным» («The energy and personality which flood out of every melody give this album its own stamp of authority.»). Рэй Рахман (Ray Rahman) из журнала Entertainment Weekly был менее восторжен в своём обзоре альбома, подвергнув критике его вторую часть.
Альбом стал № 43 в итоговом обзоре всех лучших дисков 2012 года журнала Rolling Stone.

## Чарты
Альбом возглавил два рок-чарта в США: US Rock Albums и US Alternative Albums.
| Чарт (2012)                     | Высшая позиция |
| ------------------------------- | -------------- |
| Australian Albums Chart         | 2              |
| Austrian Albums Chart           | 11             |
| Belgian Albums Chart (Flanders) | 58             |
| Belgian Albums Chart (Wallonia) | 59             |
| Canadian Albums Chart           | 5              |
| Danish Albums Chart             | 24             |
| Dutch Albums Chart              | 29             |
| French Albums Chart             | 37             |
| German Albums Chart             | 30             |
| Irish Albums Chart              | 8              |
| Italian Albums Chart            | 25             |
| Mexican Albums Chart            | 87             |
| New Zealand Albums Chart        | 3              |
| Norwegian Albums Chart          | 4              |
| Portuguese Albums Chart         | 27             |
| Swiss Albums Chart              | 16             |
| Spain Album Chart               | 69             |
| UK Albums Chart                 | 4              |
| US Billboard 200                | 3              |
| US Rock Albums                  | 1              |
| US Alternative Albums           | 1              |

## Список композиций
Слова и музыка всех песен — Nate Ruess, Andrew Dost, Jack Antonoff и Jeff Bhasker, кроме специально указанных.
| №                   | Название                                                          | Длительность |
| ------------------- | ----------------------------------------------------------------- | ------------ |
| 1.                  | «Some Nights» (Intro)                                             | 2:18         |
| 2.                  | «Some Nights»                                                     | 4:37         |
| 3.                  | «We Are Young» (featuring Janelle Monáe)                          | 4:10         |
| 4.                  | «Carry On»                                                        | 4:38         |
| 5.                  | «It Gets Better»                                                  | 3:36         |
| 6.                  | «Why Am I the One»                                                | 4:47         |
| 7.                  | «All Alone»                                                       | 3:04         |
| 8.                  | «All Alright» (Ruess/Dost/Antonoff/Bhasker/Jake One/Emile Haynie) | 3:57         |
| 9.                  | «One Foot» (Ruess/Dost/Antonoff/Haynie)                           | 3:32         |
| 10.                 | «Stars» (co-produced by N.C.)                                     | 6:53         |
| Общая длительность: | Общая длительность:                                               | 40:32        |

| №   | Название                                            | Длительность |
| --- | --------------------------------------------------- | ------------ |
| 11. | «Out on the Town» (Ruess/Dost/Antonoff/Haynie)      | 4:21         |
| 12. | «Carry On» (acoustic; iTunes pre-order bonus track) | 4:08         |